# Copocrossa
Genre
Synonymes
- Stenodina Simon, 1900 nec Fairmaire, 1898

Copocrossa est un genre d'araignées aranéomorphes de la famille des Salticidae.

## Distribution
Les espèces de ce genre se rencontrent en Australie au Queensland et au Territoire du Nord, en Malaisie, à Singapour et en Indonésie à Sumatra.

## Liste des espèces
Selon World Spider Catalog (version 26, 30/07/2025) :
- Copocrossa politiventris Simon, 1901
- Copocrossa tenuilineata (Simon, 1900)

## Systématique et taxinomie
Stenodina Simon, 1900, préoccupé par Stenodina Fairmaire, 1898, a été remplacé par Copocrossa par Simon en 1901.

## Publications originales
- Simon, 1901 : Histoire naturelle des araignées. Paris, vol. 2, p. 381-668 (intégral).
- Simon, 1900 : « Descriptions d'arachnides nouveaux de la famille des Attidae. » Annales de la Société Entomologique de Belgique, vol. 44, p. 381-407 (texte intégral).